# Grisebachia
Grisebachia es un género  de plantas fanerógamas perteneciente a la familia Ericaceae. Comprende 20 especies descritas y de estas, solo 8 aceptadas.

## Taxonomía
El género  fue descrito por Johann Friedrich Klotzsch y publicado en Linnaea 12: 225. 1838. La especie tipo no ha sido designada.
Etimología
Grisebachia: nombre genérico otorgado en honor del botánico August Heinrich Rudolf Grisebach.

## Especies aceptadas
A continuación se brinda un listado de las especies del género Grisebachia aceptadas hasta febrero de 2014, ordenadas alfabéticamente. Para cada una se indica el nombre binomial seguido del autor, abreviado según las convenciones y usos.
- Grisebachia ciliaris (L.f.) Klotzsch
- Grisebachia incana (Bartl.) Klotzsch
- Grisebachia minutiflora N.E.Br.
- Grisebachia nivenii N.E.Br.
- Grisebachia parviflora (Klotzsch) Druce
- Grisebachia plumosa Klotzsch
- Grisebachia rigida N.E.Br.
- Grisebachia secundiflora E.G.H.Oliv.